# Брезовиця-в-Подбочю
Брезовиця-в-Подбочю (словен. Brezovica v Podbočju) — поселення в общині Кршко, Споднєпосавський регіон, Словенія. Висота над рівнем моря: 356,9 м.